# توماس دخاند
توماس دخاند (انگلیسی: Thomas Degand؛ زادهٔ ۱۳ مهٔ ۱۹۸۶) دوچرخه‌سوار اهل بلژیک است.
از باشگاه‌هایی که در آن بازی کرده‌است می‌توان به وانتی–گروپ گوبر، آی‌ای‌ام سایکلینگ، و وانتی–گروپ گوبر اشاره کرد.